# サアド・アブドゥルアミール
サアド・アブドゥルアミール（アラビア語: سعد عبد الامير、Saad Abdul-AmirまたはSaad Abdulamir、1992年1月19日-）は、イラクのプロサッカー選手。イラク・プレミアリーグのアル・クウワ・アル・ジャウウィーヤ所属、ポジションはMF。サッカーイラク代表。
日本語では「サード・アブドゥル・アミル」「サード・アブドゥルアミール」などと表記されることがある。

## 経歴

### クラブ
アル・カルフSCでデビューし、2010年10月にアルビールSCへ移籍。
AFCカップには2011、2012、2013と出場。チームが準優勝だったAFCカップ2012では、準決勝第2戦で先制のゴールを決めている。

### 代表
ガルフカップ2010、アジアカップ2011などで代表メンバー入りしている。

## タイトル
クラブ
- アルビールSC
  - イラク・プレミアリーグ 2011-12
- アル・ショルタSC
  - イラク・プレミアリーグ 2018-19